# Maria Joana Queiroga de Almeida
Maria Joana Morais Perdigão Queiroga de Almeida GCC (Redondo, Évora, 9 de março de 1885 — São Sebastião da Pedreira, Lisboa, 26 de junho de 1965) foi a esposa do Presidente da República Portuguesa António José de Almeida, e por inerência primeira-dama de Portugal.

## Biografia

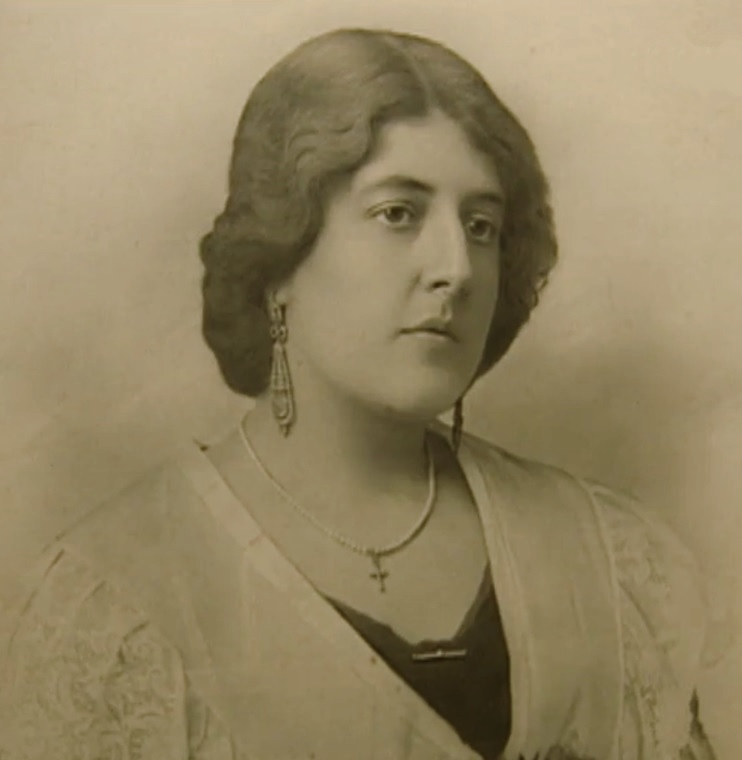
Retrato a carvão de D. Maria Joana Queiroga de Almeida.

Filha de Joaquim José Perdigão Queiroga e Maria Cândida Morais Perdigão, terá conhecido António José de Almeida por volta de 1909. Casaram no dia 14 de dezembro de 1910, tendo como uma das testemunhas Manuel de Arriaga, futuro presidente da República. O casal teve uma filha, Maria Teresa Queiroga de Almeida, nascida em 27 de dezembro de 1911.
Nunca se mudou, tal como o marido, para as instalações de Belém, ficando-se pela casa da Avenida António Augusto de Aguiar. Pertenceu à Cruzada das Mulheres Portuguesas, fundada em Março de 1916, sendo a Presidente da Comissão de Assistência às mulheres e mães dos mobilizados.
Em 1928, sob a Ditadura Militar que tinha posto fim à 1.ª República, Maria Joana Queiroga de Almeida, juntamente com outras esposas de antigos governantes republicanos, aderiu e empenhou-se corajosamente no primeiro grande movimento nacional de apoio às famílias dos presos, deportados e emigrados políticos, promovido pelo jornal O Rebate. Então com 42 anos, presidiu à Comissão de Honra, que contava entre as Vogais Adelina Antónia Marques de Lemos, casada com o engenheiro António Maria da Silva, Maria Ângela Rego dos Santos Pestana, esposa de Manuel Gregório Pestana Júnior, Maria da Piedade Topinho de Almeida Ginestal Machado, cônjuge de António Ginestal Machado, Maria José Videira, consorciada com Francisco Pinto da Cunha Leal e a mulher de Domingos Pereira "O Rebate, 31/05/1928". 
Por proposta do ministro do Interior, foi agraciada com a Grã-Cruz da Ordem Militar de Cristo, a 5 de setembro de 1923.
Maria Joana acabaria por falecer de aterosclerose aos 80 anos, em casa, na Avenida Ressano Garcia, 32, primeiro andar, freguesia de São Sebastião da Pedreira, sendo sepultada no Alto de São João.